# Мамаєвщина
Мама́євщина (рос. Мамаевщина) — присілок у складі Орловського району Кіровської області, Росія. Входить до складу Орловського сільського поселення.
Населення становить 49 осіб (2010, 108 у 2002).
Національний склад станом на 2002 рік — росіяни 95 %.